# Taxithelium benguetiae
Taxithelium benguetiae là một loài rêu trong họ Sematophyllaceae. Loài này được Broth. mô tả khoa học đầu tiên năm 1913.